# Вечера на хуторе близ Диканьки (фильм, 1961)
«Вечера́ на ху́торе близ Дика́ньки» («Ночь перед Рождеством») — советский полнометражный цветной художественный фильм-сказка, поставленный на Московской киностудии имени М. Горького в 1961 году режиссёром Александром Роу. Экранизация повести Николая Васильевича Гоголя «Ночь перед Рождеством» из цикла «Вечера на хуторе близ Диканьки».
Премьера фильма в СССР состоялась 8 января 1962 года.

## Сюжет
Фильм поставлен «мастером киносказки» Александром Роу. Разыгрывается сказочная история, произошедшая на украинском хуторе близ Диканьки в ночь перед Рождеством, когда деревенский кузнец Вакула, оседлав чёрта, привёз своей любимой Оксане, дочери богатого казака Чуба, «черевички» царицы из самой столицы — Санкт-Петербурга.

## В ролях
- Александр Хвыля — сельский казак Корней Корнеевич Чуб
- Людмила Мызникова — Оксана, дочь Чуба
- Юрий Тавров — кузнец Вакула (единственная крупная роль недавнего выпускника актёрской студии; позже снялся лишь в нескольких эпизодах[1]; озвучивает Владимир Кашпур)
- Людмила Хитяева — Солоха, мать Вакулы
- Сергей Мартинсон — дьяк Осип Никифорович
- Анатолий Кубацкий — кум Панас
- Вера Алтайская — жена кума Панаса
- Дмитрий Капка — ткач Шапуваленко
- Николай Яковченко — Пузатый Пацюк, знахарь, казак-характерник, запорожец (озвучивает Яков Беленький)
- Майя Сидорчук — Одарка, подруга Оксаны
- Александр Радунский — сельский голова
- Георгий Милляр — чёрт / сплетница

### В эпизодах
- А. Аблова
- В. Бубнова
- Евгений Григорьев
- Михаил Васильев — казак
- Андрей Демьяненко — казак Свербыгуз
- Лидия Королёва — сплетница с фиолетовым носом
- Ирина Мурзаева — 2-я сплетница-дьячиха
- Мария Скворцова (в титрах — Н. Скворцова)
- Алексей Смирнов — атаман, посол к Екатерине II (озвучивает Иван Рыжов)
- Михаил Трояновский — старик в хате
- Зоя Чекулаева (Василькова) — Екатерина II
- Юрий Чекулаев — Григорий Потёмкин, князь Таврический

### Не указаны в титрах
- Павел Загребельный — добродий
- Людмила Калугина — одна из подруг Оксаны (эпизод со словами «Там кто-то кряхтит… Не знаем»)

## Съёмочная группа
- Сценарий и постановка — Александр Роу
- Главный оператор — Дмитрий Суренский
- Художник — Александр Дихтяр
- Режиссёр — В. Лосев
- Композитор — Аркадий Филиппенко
- Звукооператор — Анатолий Дикан
- Комбинированные съёмки:
художники — Владимир Никитченко и Юрий Лупандин
оператор — Леонид Акимов
- Художники-мультипликаторы — Григорий Козлов и Иван Давыдов
- Монтажёр — Ксения Блинова
- Редактор — Вера Бирюкова
- Художник по костюмам — Л. Душина
- Художник-декоратор — А. Иващенко
- Художник-гримёр — Софья Филёнова
- Государственный симфонический оркестр Украинского радио
Дирижёр — Вениамин Тольба
- Директор картины — Андрей Демьяненко
- Руководитель Второго творческого объединения — Леонид Луков

## Съёмки
Съёмки фильма проходили в марте 1961 года; зимнюю натуру снимали под городом Кировском (Мурманская область), где была построена украинская деревушка.
В массовых съёмках приняли участие местные жители. Они же 15 декабря 1961 года стали первыми зрителями картины в местном Дворце культуры.
Георгий Милляр, игравший Чёрта при сорокаградусном морозе, надевал на себя тонкий тренировочный костюм, обклеенный волосами. Актёр падал в снег, погружался в прорубь и выдерживал напор мощного ветродуя. За неимением под рукой водки и спирта Милляр согревался, принимая внутрь тройной одеколон.